# Меддингс, Дерек
Дерек Меддингс (англ. Derek Meddings) (15 января 1931 – 10 сентября 1995) — британский дизайнер спецэффектов для кино и телевидения.
Первоначально, он был известен своей работой в кукольном телесериале Джерри Андерсона «Тандербёрды: Международные спасатели», а затем в 1970-х и 1980-х годах в серии фильмов о Джеймсе Бонде и Супермене.

## Биография
Дерек Меддингс родился 15 января 1931 года в Сент-Панкрасе, Великобритания. Оба родителя Меддингса работали в британской киноиндустрии: его отец работал плотником в Denham Studios, а мать — секретарём продюсера Алекса Корды и дублёром актрисы Мерл Оберон. Меддингс учился в художественной школе, а в конце 1940-х годов также нашёл работу в Denham Studios. Именно там, он познакомился с дизайнером спецэффектов Лесом Боуи, и поступил на работу в его отдел матовой живописи.
После работы, в частности, в Hammer Films, в 1957 году Меддингс сначала начал работать помощником Джерри Андерсона. Здесь он был ответственным разработчиком спецэффектов для кукольного телесериала 1965 года «Тандербёрды: Международные спасатели», и очень быстро заработал хорошую репутацию художника по спецэффектам.
В начале, Меддингс впервые отвечал за спецэффекты в телесериале 1961 года «Суперкар», а в следующем году, в телесериале «Файрбол XL5», а потом, в телесериале 1964 года, «Стингрей» в качестве режиссёра спецэффектов, а в 1970 году, он создал обширные трюковые сцены, а также футуристические самолёты и транспортные средства для телесериала, «НЛО».
Покинув продюсерскую компанию Андерсона, Меддингс участвовал в создании шести фильмов о Джеймсе Бонде: художником по спецэффектам в «Живи и дай умереть» (1973), художником по миниатюрам в «Человеке с золотым пистолетом» (1974), художником по специальным визуальным эффектам в «Шпионе, который меня любил» (1977), руководителем визуальных эффектов в «Лунном гонщике» (1979) и «Только для твоих глаз» (1981), и руководителем миниатюрных эффектов в «Золотом глазе» (1995).
Меддингс получил номинацию на «Оскар» в категории «Лучшие визуальные эффекты» за «Лунного гонщика», вместе с Полом Уилсоном и Джоном Эвансом, и номинацию на премию Британской Академии в области кино в категории «Лучшие визуальные эффекты» за «Золотой глаз», вместе с Крисом Корбоулдом и Брайаном Смитисом.
Меддингс также участвовал в создании трёх фильмов о Супермене: режиссёром и создателем модельных эффектов в «Супермене» (1978), режиссёром миниатюрных эффектов и дополнительных сцен полётов в «Супермене 2» (1980, а также в версии 2006 года), и художником по дополнительным модельным эффектам в «Супермене 3» (1983); а также художником по специальным визуальным эффектам в их спин-оффе «Супергёрл» (1984).
Он получил специальный «Оскар» «За особые достижения», вместе с Лесом Боуи, Колином Чилверсом, Денисом Купом, Роем Филдом и Зораном Перишичем, а также вместе со всеми ними (и Уолли Виверсом), получил специальную премию Британской Академии в области кино за «Выдающийся британский вклад в кинематограф», за фильм 1978 года.
Меддингса попросили руководить специальными визуальными эффектами для фильма 1989 года «Бэтмен», потому что режиссёр фильма Тим Бёртон был поклонником его работы над «Тандербёрдами».
За свою работу над «Бэтменом», Меддингс получил номинацию на премию Британской Академии в области кино, в категории «Лучшие визуальные эффекты», вместе с Джоном Эвансом.

## Личная жизнь
Дерек Меддингс был женат два раза: в 1953 году, он женился на Энн С. Додж (англ. Anne S. Dodge), а в 1972 году, он женился на Алекс Энн Инглис (англ. Alexe Anne Inglis).
Меддингс также имел пятерых детей: четырёх сыновей; Марка, Эллиота, Николаса и Ноя, и одну дочь Хлою.

## Смерть
На момент своей смерти от колоректального рака 10 сентября 1995 года, Дерек Меддингс занимался руководством миниатюрных эффектов в постпроизводстве своего последнего фильма о Джеймсе Бонде, «Золотой глаз», над которым также работали его сыновья, Марк и Эллиот.
Фильм был посвящён ему и посвящение в заключительных титрах фильма гласит: «To the memory of Derek Meddings» (с англ. — «Памяти Дерека Меддингса»).